# فرودگاه بین‌المللی کاتوویتسه
فرودگاه بین‌المللی کاتوویتسه (به انگلیسی: Katowice International Airport) (به زبان بومی: Międzynarodowy Port Lotniczy Katowice) یک فرودگاه همگانی مسافربری با کد یاتا KTW است که یک باند فرود بتن دارد و طول باند آن ۲۸۰۰ متر است. این فرودگاه در شهر کاتوویتسه کشور لهستان قرار دارد و در ارتفاع ۳۰۴ متری از سطح دریا واقع شده‌است.

## شرکت‌های هواپیمایی و مقصدهای پروازی

### مسافری
| شرکت‌های هواپیمایی                           | مقصدهای پروازی | Terminal |
| ------------------------------------------- | --- | -------- |
| ایجین ایرلاینز                              | چارتر فصلی: آتن، کورفو، هراکلین | B        |
| ایر قاهره                                   | غردقه، مرسی عالم، شرم‌الشیخ | A        |
| هواپیمایی ارکیا                             | چارتر: بن گوریون | A        |
| بلغارین ایر چارتر                           | چارتر: بورگاس، وارنا | A        |
| کرندون ایرلاینز                             | چارتر: آنتالیا | A        |
| الین‌ایر                                     | فصلی: هراکلین | B        |
| انتر ایر                                    | فصلی: باتومی، بورگاس، پودگوریتسا چارتر: اگادیر المسیره، آنتالیا، میلاس-بودروم، دالامان، دیربا–زارزیس، دوبی، دوبروونیک، النفیضه حمامات، غردقه، عدنان مندرس، مرسی عالم، منستیر – حبیب بورقیبه، پولا، پافوس، شرم‌الشیخ | A        |
| انتر ایر                                    | فصلی: فارو، پالما د مایورکا، رود چارتر: خانیا، فوئرته‌ونتورا، جیرونا-کاستا براوا، گرن کناریا، هراکلین، ایبیزا، جزیره کوس، تنریف جنوبی، سالونیک، زاکینثوس | B        |
| فری‌برد ایرلاینز                             | چارتر: آنتالیا | A        |
| شرکت هواپیمایی اسرایر                       | چارتر: بن گوریون | A        |
| لوت پولیش ایرلاینز                          | شوپن ورشو | B        |
| لوفت‌هانزا                                   | فرانکفورت | B        |
| نسما ایرلاینز                               | چارتر: غردقه، شرم‌الشیخ | A        |
| نوول‌ایر                                     | چارتر: دیربا–زارزیس، النفیضه حمامات، منستیر – حبیب بورقیبه | A        |
| انور ایر                                    | چارتر: آنتالیا | A        |
| پگاسوس ایرلاینز                             | چارتر: آنتالیا، میلاس-بودروم | A        |
| رایان‌ایر                                    | بیرمنگام، ادینبرو (آغاز از ۲۹ اکتبر ۲۰۱۷), دوبلین، استانستد لندن | A        |
| رایان‌ایر                                    | آتن (آغاز از ۲ نوامبر ۲۰۱۷), هامبورگ، میلانو مالپنسا (آغاز از ۲۹ اکتبر ۲۰۱۷) فصلی: کورفو، خانیا | B        |
| اسمال پلنت ایرلاینز                         | فصلی: بورگاس، وارنا چارتر: غردقه، اورکید سنت. پل دا اپوستل, شرم‌الشیخ، طابا، بن گوریون، مادر ترزای تیرانا | A        |
| اسمال پلنت ایرلاینز                         | فصلی: فوئرته‌ونتورا (آغاز از ۲ نوامبر ۲۰۱۷), رود، تنریف جنوبی (آغاز از ۵ نوامبر ۲۰۱۷), زاکینثوس چارتر: آتن، سفلوونیا، کورفو، هراکلین، پالما د مایورکا، سالونیک | B        |
| اسمارت‌وینگز اجرا توسط Travel Service Polska | فصلی: مالاگا | B        |
| سان اکسپرس                                  | چارتر: آنتالیا، عدنان مندرس | A        |
| تراول سرویس ایرلاینز                        | چارتر: غردقه، موا، شرم‌الشیخ، زنگبار | A        |
| تراول سرویس ایرلاینز                        | چارتر: بارسلونا-ال پرات، فوئرته‌ونتورا، لامتزیا ترمه، مالاگا، تنریف جنوبی، زاکینثوس | B        |
| Travel Service Polska                       | چارتر: بورگاس، کاوالا، راس الخیمه، بن گوریون، مادر ترزای تیرانا | A        |
| Travel Service Polska                       | چارتر: فوئرته‌ونتورا | B        |
| ترانساویا.کام                               | اسخیپول آمستردام | A        |
| تونس ایر                                    | چارتر: دیربا–زارزیس، منستیر – حبیب بورقیبه، تونس قرطاج | A        |
| تی‌یوآی ایرلاینز نیدرلندز                    | پونتا کانا | A        |
| ویز ایر                                     | اگادیر المسیره (آغاز از ۲ نوامبر ۲۰۱۷), بلفاست (پایان در ۲۸ اکتبر ۲۰۱۷), بریستول، دونکاستر شفیلد رابین‌هود، آل مکتوم، گلاسگو، کیف ژولیانی، جان لنون لیورپول، لوتن لندن، بن گوریون فصلی: بورگاس، کوتائیسی، عوودا (آغاز از ۳۰ اکتبر ۲۰۱۷)، | A        |
| ویز ایر                                     | بارسلونا-ال پرات، باری، باووایس-تیلی، اوریو آل سریو، فلسلند برگن، بلوونی گوگلیلمو مارکونی، کاتانیا-فونتاناروسا، کلن بن، دورتموند، آیندهوون، فرانکفورت-هان، لانزاروته، لارناکا، لیسبون پورتلا، ماستریخت آخن، مالمو، مالت، ناپل، کفلاویک، لئوناردو دا وینچی-فیومیچینو، سندفیورد، تورپ، سولا استاوانگر، استکهلم-اسکاوستا، تنریف جنوبی فصلی: فرتیلیا، اسپلیت | B        |

### باری
| شرکت‌های هواپیمایی                 | مقصدهای پروازی                  |
| --------------------------------- | ------------------------------- |
| ASL Airlines Belgium              | ارفورت-وایمار، لیژ، ترایان وویا |
| ای‌اس‌ال ایرلاینز ایرلند            | شارل دوگل پاریس، اشتوتگارت      |
| دی‌اچ‌ال اوییشن                     | کلن بن، لایپزیگ/هال             |
| ای‌اس‌ال ایرلاینز سوئیس             | کلن بن                          |
| Poczta Polska اجرا توسط SprintAir | شوپن ورشو                       |